# Charles Augustin de Sainte-Beuve
Charles Augustin de Sainte-Beuve (Boulogne-sur-Mer, 23 dicembre 1804 – Parigi, 13 ottobre 1869) è stato un critico letterario, scrittore e aforista francese, una delle figure di spicco della critica letteraria in Francia.

## Biografia
Sainte-Beuve nacque a Boulogne, al numero 16 della casa di rue du Pot d'Etain, in un edificio tuttora esistente e trasformatosi in albergo. Il padre, che Charles Augustin non conobbe mai (morì due mesi prima della sua nascita), Charles-François, era un esattore delle imposte che si interessò molto di letteratura; la madre Augustine era di origini inglesi e di scarsa istruzione, ma crebbe da sola il futuro critico letterario. Nel 1809 madre e figlio si trasferirono in rue des Vieillards, e due anni dopo il bambino assistette all'ingresso in città di Napoleone, vedendolo da pochi passi e rimanendone fortemente affascinato.
Nel 1817 andò a Parigi per continuare gli studi, frequentando da esterno il Lycée Charlemagne e prediligendo due autori che influenzarono i suoi gusti romantici: Chateaubriand e Lamartine. Passato poi al Collège Bourbon, fu notevolmente impressionato da un ciclo di conferenze di Lamarck, arrivando a mettere in discussione l'educazione cattolica fin lì ricevuta. Dopo aver terminato gli studi con il massimo dei voti, si iscrisse alla facoltà di medicina dell'ospedale Saint-Louis.
A partire dal 1824 contribuì alla rivista Globe con una serie di scritti che prenderanno il nome di Premiers lundis, estratti della sua raccolta di Opere. Nel 1827 entrò in stretto contatto, attraverso l'articolo sulle Odes et ballades di Victor Hugo, con il poeta e con il Cenacolo.
Divenne amico di Victor Hugo dopo aver pubblicato una recensione positiva del suo libro ed ebbe una liaison con sua moglie. Nel 1834 collaborò con Ulric Guttinguer all'inizio del romanzo di questi Arthur. 
All'Académie française concorse senza successo nel 1842. L'anno successivo decise di non presentarsi, ma nel 1844 venne a crearsi una possibilità importante in seguito al seggio lasciato vacante dalla morte di Casimir Delavigne. Sainte-Beuve si ripresentò con buone speranze di essere eletto, e riuscì in effetti, seppure a fatica, ad ottenere più voti di Vatout e de Vigny. La sesta votazione sanciva, il 14 marzo 1844, il suo ingresso nel prestigioso consesso, dove fu accolto da un discorso di Victor Hugo, tenutosi il 27 febbraio 1845.
Durante i tumulti del 1848 in Europa, tenne lezioni a Liegi su Chateaubriand ed il suo gruppo letterario (Chateaubriand et son groupe littéraire). Tornò a Parigi nel 1849, stabilendosi in rue st. Benoît. Contattato da Louis Vèron, direttore del Constitutionnel, accettò la proposta di lavoro che gli venne offerta: si trattava di preparare per ogni lunedì un articolo di argomento letterario o storico, dietro il compenso di cento franchi - più avanti divenuti centoventicinque - per ogni scritto. Fu questa l'occupazione principale di Sainte-Beuve, che dedicò gran parte della sua vita alla stesura di questi lundis, inglobati in seguito sotto il titolo di Causeries du lundi. Il primo articolo apparve il 1º ottobre 1849. Con l'avvento del Secondo Impero, nel dicembre 1852, Sainte-Beuve passò al Moniteur, organo ufficiale del governo, dopo che Véron aveva venduto il Constitutionnel. Il pezzo d'esordio fu pubblicato il 6 dicembre.
Intanto, in seguito alla morte della madre ottantenne, si era trasferito nel 1850 al numero 11 di rue de Montparnasse. Avendo sostenuto il Secondo Impero, alla fine del 1854 Luigi Napoleone lo nominò professore di poesia latina al Collège de France, dove tenne la prima lezione il 9 marzo dell'anno successivo. Fu tuttavia contestato duramente da alcuni studenti quando definì l'imperatore «grande guerriero» e «grande scrittore», tanto che le forze dell'ordine dovettero far sgombrare l'aula. Sainte-Beuve si ripresentò al Collège due settimane più tardi, ma la contestazione si ripeté, convincendo il docente, deluso, a rassegnare le proprie dimissioni, che furono respinte. Il professore, però, non si presentò alla terza lezione, e l'insegnamento fu impartito da supplenti.
Fu fatto senatore nel 1865, carica nella quale si distinse per le battaglie in favore della libertà di parola e di stampa.
Ammalatosi seriamente visse gli ultimi anni perlopiù ritirato.
Sainte-Beuve era uomo di grande cultura, estrema delicatezza e possedeva un'acuta percezione di ciò che era vitale e significativo nei suoi temi. Una selezione delle sue Causeries apparve in lingua inglese negli English Portraits (New York, 1875) ed un'altra negli Essays on Men and Women (Londra, 1890). E. J. Trechmann ne pubblicò una traduzione (otto volumi, New York, 1909-1911).
Una delle questioni maggiormente dibattute da Sainte-Beuve s'interrogava sulla necessità, al fine di comprendere l'opera di un artista, di conoscerne la biografia. Marcel Proust prese spunto da tale questione per scrivere un articolo teso a confutarla. L'articolo di Proust prese infine la forma de Alla ricerca del tempo perduto, opera - per ironia - autobiografica.
Le sue opere influenzarono il critico letterario statunitense William Crary Brownell.

## Opere

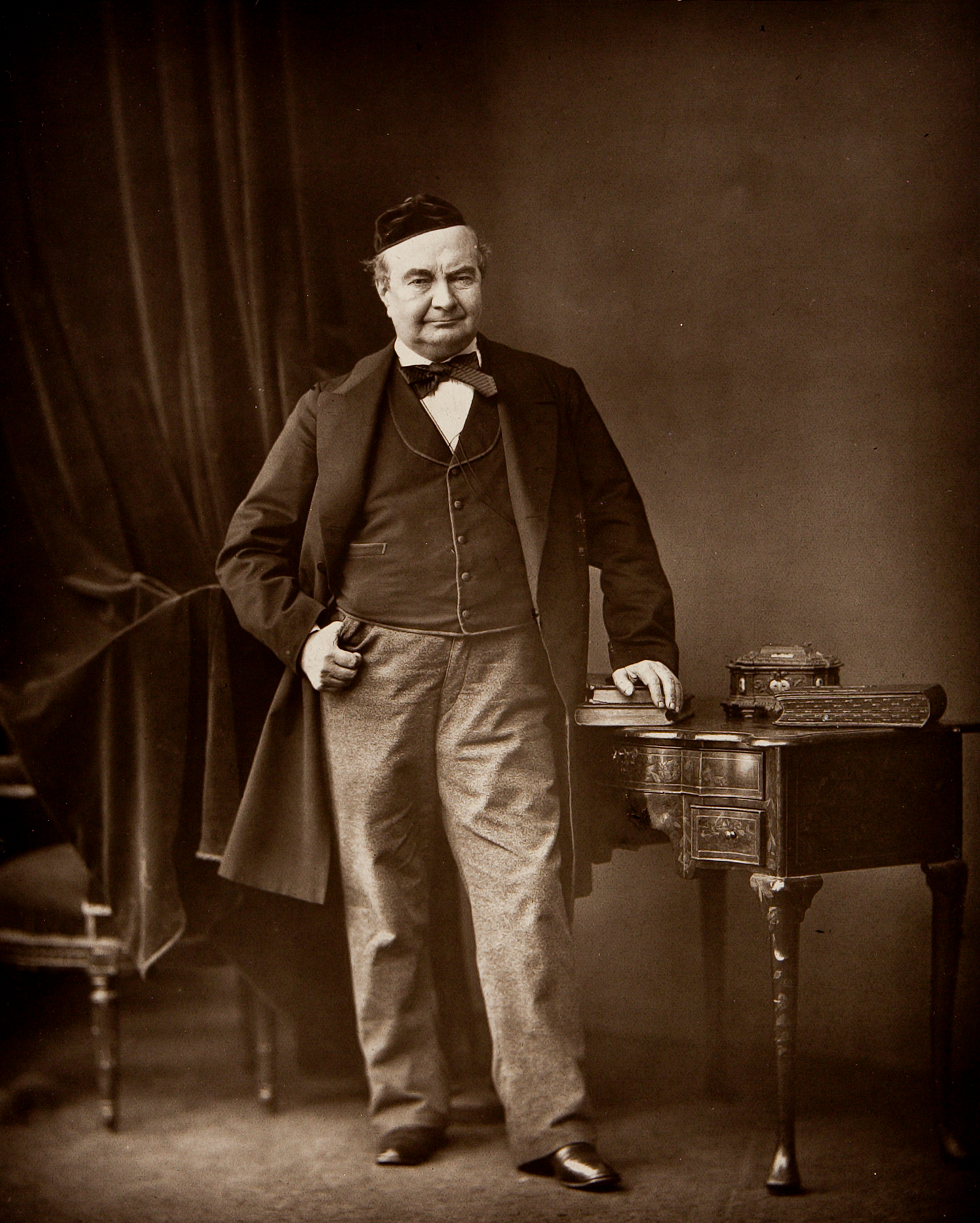
Sainte-Beuve

### Poesie
- Vie, poésies et pensées de Joseph Delorme (1829)
- Les Consolations (1830)
- Pensées d'août (1837)
- Livre d'amour (1843)
- Poésies complètes (1863)

### Romanzi e racconti
- Volupté (1835), romanzo
- Madame de Pontivy (1839)
- Christel (1839)
- Le Clou d'or
- La Pendule (1880)
- Rayon jaunes

### Critica
- Tableau historique et critique de la poésie française et du théâtre français au XVIe siècle (1828), 2 volumi
- Port-Royal (1840-1859), 5 volumi (sulla storia del monastero e della comunità monastica di Port-Royal des Champs)
- Portraits littéraires (1844 e 1876-78), 3 volumi
- Portraits contemporains (1846 e 1869-71), 5 volumi
- Portraits de femmes (1844 e 1870)
- Causeries du lundi (1851-1881), 16 volumi
- Nouveaux lundis (1863-1870), 13 volumi
- Premiers lundis (1874-75), 3 volumi
- Étude sur Virgile (1857)
- Chateaubriand et son groupe littéraire (1860), 2 volumi
- Le Général Jomini (1869)
- Madame Desbordes-Valmore (1870)
- M. de Talleyrand (1870)
- P.-J. Proudhon (1872)
- Chroniques parisiennes (1843-1845 e 1876)
- Les cahiers de Sainte-Beuve (1876)
- Voyage en Italie (1922)
- Mes poisons (1926)

### Epistolari
- Lettres à la princesse (Mathilde) (1873)
- Correspondance (1877-78), 2 volumi
- Nouvelle correspondance (1880)
- Lettres à Collombet (1903)
- Correspondance avec M. et Mme Juste Olivier (1904)
- Lettres à Charles Labitte (1912)
- Lettres à deux amies (1948)
- Lettres à Georges Sand
- Lettres à Adèle Courriard

## Edizioni italiane
- Studio su Virgilio, traduzione e saggio introduttivo di Tommaso Fiore, Collana Biblioteca di Cultura moderna, Bari, Laterza, 1939.
- Ritratti, preceduti da un saggio di Faguet, Collezione Il Sofà delle Muse n.21, Milano-Roma, Rizzoli, 1943.
- Ritratti di donne, a cura di Maria Maraschini, Collana La ruota n.4, Milano, Gentile, 1945.
- Voluttà, Collana I capolavori del passato n.5, Roma, Donatello De Luigi, 1945.
- Teoria e Critica, vol.I, introduzione di Carlo Bo, trad. G. Trovati, Collana Portico.Critica e saggi n.11, Milano, Bompiani, 1947.
- Sainte-Beuve, introduzione, scelta e versione di Adelia Noferi, Collana Scrittori stranieri, Milano, Garzanti, 1953.
- Uomini della Restaurazione, Collana La Meridiana saggistica, Firenze, Sansoni, 1954.
- Voluttà, traduzione di Ugo Déttore, Collana BUR n.845-848, Milano, Rizzoli, 1958.
- Il meglio di Sainte Beuve, a cura di Henry Furst, Collana Il meglio, Milano, Longanesi, 1960.
- Port-Royal (2 voll.: I.dalle origini a Pascal, II.la seconda generazione e il tramonto), traduzione di e cura di Serena D'Arbela, Collana Super biblioteca, Firenze, Sansoni, 1964.
- Ritratti di donne, Torino, UTET, 1970.
- I miei veleni, introduzione di Jacqueline Risset, trad. Carla Ghirardi, Collezione Archivi n.7, Parma, Pratiche Editrice, 1984.
- Ritratti, prefazione di Luigi Diemoz, trad. Anna Maria Scaiola, Collana Proposte, Roma, Lucarini, 1988, ISBN 88-7033-256-X.
- Conversazioni del lunedì, a cura di Massimo Colesanti, Collana Pan, Firenze, Le Lettere, 1991, ISBN 978-88-7166-070-7.
- Ritratto di Leopardi, Collana Saggine, Roma, Donzelli, 1996, ISBN 978-88-7989-299-5.; Ritratto di Leopardi, a cura di Luca Orlandini, con una prefazione di Mario Andrea Rigoni e una postfazione di Davide Brullo, De Piante Editore, Milano, 2022, ISBN                                                                     979-1280362339.
- Port-Royal (2 voll.), a cura di Mario Richter; trad. Elettra Bordino, Fabiola Baldo, Marina Bernardi, Maria Dario, Alessandra Floris D'Arcais, Collana i millenni, Torino, Einaudi, 2011, ISBN 978-88-06-19595-3.
- I Lunedì. Principesse, amanti, salonnières e muse galanti (3 voll.), a cura di Vito Sorbello, Collana Biblioteca, Torino, Aragno, 2013, ISBN 978-88-8419-594-4.
- Ritratto di Tocqueville, Pisa, Scuola Normale Superiore, 2013, ISBN 978-88-7642-463-2.
- Chateaubriand, prefazione di Giuseppe Marcenaro, Torino, Aragno, 2015, ISBN 978-88-8419-737-5.
- Il Generale Jomini, traduzione di M. Borelli, Collana Ritratti, Roma, Castelvecchi, 2015, ISBN 978-88-6944-167-7.